# In the Air Tonight
Singles de Phil Collins
I Missed Again
(1981)
Singles par Phil Collins
Separate Lives
(1985) A Groovy Kind of Love
(1988)
In the Air Tonight est une chanson écrite, composée et interprétée par le batteur Phil Collins pour l'album Face Value en 1981. Sortie en single, elle rencontre un énorme succès international dans les palmarès musicaux. Bien que lancé comme 1er extrait de l'album à l'échelle mondiale, ce titre sera le 2e extrait aux États-Unis (I Missed Again a été choisi comme premier single).

## Historique

### Enregistrement
In the Air Tonight est notable pour sa production atmosphérique, l'originalité de sa structure, son thème sombre et sa rythmique emblématique. Collins a expliqué avoir improvisé le texte, qui exprime la colère qu'il ressentait après avoir divorcé de sa première épouse, Andrea Bertorelli. En 1997, sur un documentaire de la BBC Radio 2, le batteur a révélé que son divorce avait contribué à sa prise de distance avec Genesis en 1979 jusqu'à ce que le groupe se retrouve en octobre de la même année pour enregistrer l'album Duke.
In the Air Tonight reste un choix populaire sur de nombreuses stations de radio de classic rock. C'est la chanson la plus souvent associée à la carrière solo de Phil Collins, qu'il a interprété dans de nombreux événements, notamment au Live Aid, où il l'a jouée sur un piano le même jour du calendrier à la fois à Philadelphie et à Londres. Il a également interprété la chanson au Secret Policeman's Ball, qui fut son premier concert en tant qu'artiste solo.[pas clair]
Les paroles de la chanson prennent la forme d'un monologue sombre adressé à une personne inconnue : « Well, I was there and I saw what you did / I saw it with my own two eyes / So you can wipe off that grin, I know where you've been / It's all been a pack of lies », ce qui donne littéralement en français : « Eh bien, j'étais là et j'ai vu ce que tu as fait / Je l'ai vu de mes propres yeux / Donc tu peux cesser ce sourire, je sais où tu es allée / tout cela n'est qu'un tissu de mensonges ».
Musicalement, la chanson commence par une série d'accords joués sur un synthétiseur Sequential Circuits Prophet 5. Ils sont accompagnés d'un simple échantillon d'une boîte à rythmes (le modèle Roland CR-78 (en) Disco-2) et de quelques programmations, traités avec une guitare électrique et un son vocal passé au vocodeur qui s'accroît sur les mots-clés ajoutant une atmosphère supplémentaire. À environ 3 min 40, la grande séquence de toms à la batterie donne à la chanson une intensité qui va crescendo. Son surprenant motif – faisant usage d'un effet nommé gated reverb, découvert par sérendipité – contribuera grandement au succès de la chanson.

### Pont de batterie
Le célèbre pont de batterie joué sur les toms, dadam dadam dadam dadam da dam, retenu par Phil et son producteur, est devenu un classique, maintes fois repris et échantillonné. Pendant l'enregistrement, Phil a tenté plusieurs motifs sur sa batterie, pour choisir le plus percutant, contribuant grandement au succès de la chanson. Il a été élu pont de batterie le plus mélodramatique de l'histoire et l'un des plus emblématiques des années 1980.[réf. nécessaire]

### Légende urbaine
Une légende contemporaine est née autour de cette chanson : les paroles seraient basées sur un fait divers concernant une noyade accidentelle où quelqu'un qui était assez proche pour sauver la victime ne l'a pas aidée, alors que Collins, qui était trop loin pour lui venir en aide, aurait été témoin de la scène. Parmi les différentes variations de cette légende urbaine, certaines prétendent que le chanteur aurait invité par la suite cette personne à un de ses concerts et l'aurait fixée du regard pendant toute la chanson, ou bien qu'un projecteur aurait été braqué sur elle. L'origine de cette légende se trouve dans l'un des couplets de la chanson : « Well, if you told Me you were drowning, I would not lend a hand », soit en français : « si tu me disais que tu te noies, je ne lèverais pas le petit doigt ». Beaucoup de gens se sont demandé ce que cela signifiait, alors petit à petit est née cette légende.
La chanson Stan de Eminem mentionne explicitement cette légende contemporaine (voir ci-dessous).
Phil Collins a lui-même démenti ces théories et s'en est amusé, déclarant que In the Air Tonight avait été écrite après son divorce de sa femme Andrea, et que les paroles avaient été improvisées, donc qu'il ne fallait pas leur chercher un sens, si ce n'est un parfum d'amertume qu'il ressentait à cause de cette séparation.

## Clip vidéo
Le clip de la chanson, réalisé par Stuart Orme, a été parmi ceux diffusés le jour de première diffusion de MTV.

## Succès et impact
Ce titre sera son 1er single solo. Au Royaume-Uni, le single entre en 36e position en janvier 1981. Au moment de la sortie de l'album, le single se classe n°2 des classements, juste derrière Imagine de John Lennon. Le single sera numéro 1 un peu partout en Europe (Pays-Bas, Suisse, Autriche, etc.). En Australie, le titre devient son 1er single à se classer au top 10 de ce territoire. En France, le single atteint le top 15 et se vend à plus de 300 000 exemplaires.
Aux États-Unis, le titre sort comme 2e extrait de l'album. Après avoir testé avec succès l'attrait du public avec I Missed Again (qui atteint la 19e place du Billboard Hot 100), la compagnie (Atlantic) décide de faire paraître ce titre comme 2e extrait de l'album. Le single entre en 89e position du Billboard Hot 100 en juin 1981. Le single grimpe lentement sur le palmarès et comme le précédent single, il atteindra finalement la 19e position du palmarès en août 1981. Le single se classe très bien aussi dans les palmarès Rock et Adulte contemporain du Billboard.

## Remixes et reprises
Le tribute band allemand Still Collins, formé en 1995, incorpore régulièrement la chanson dans son répertoire de concert,. Elle figure également sur ses albums Something Happened... (2001) et Live 2006 (2008).
La chanson est remixée en 1989 sous le nom de In the Air Tonight ('88 Remix). Sur scène, l'air de guitare a été joué de façon rallongée.
Lostprophets un groupe de rock et Nonpoint un groupe de metal en font des reprises.
Eminem fait référence à cette chanson dans Stan. Un fan écrit dans une lettre adressée au chanteur (où le titre de la chanson est d'ailleurs erroné, ce qui traduit son état de confusion, voire sa déficience mentale) : 

« Tu connais la chanson de Phil Collins, In the Air of the Night [sic]
À propos de ce gars qui pouvait sauver un autre gars de la noyade
Mais ne l'a pas fait, et Phil a tout vu, puis après à un concert il l'a repéré ?
C'est un peu pareil maintenant, tu pouvais me sauver de la noyade,
Maintenant c'est trop tard, je suis bourré de cachets, je m'endors... »

Le groupe Naturally 7 en a également fait une reprise a cappella, Feel it (in the air tonight).
Ray Wilson, qui avait remplacé Phil Collins comme chanteur de Genesis entre 1998 et 1999, reprend la chanson sur ses albums Unplugged (2001), Live (2005), An Audience And Ray Wilson (2006), Genesis Classic (Live In Poznan) (2011) et Stiltskin Vs.Genesis (2015).
La chanson est reprise par Lil' Kim  et Phil Collins en 2001, sur l'album d'hommage à Phil Collins Urban Renewal.
En 2007, dans l'album Reborn du groupe de power metal symphonique finlandais Northern Kings, elle est reprise en soliste par Marco Hietala (Nightwish, Tarot).
Le groupe de musique électronique français Team Ghost en a fait une reprise en direct sur la radio Le Mouv', en mars 2013.
Reprise en 2017 par le groupe In this Moment sur l'album Ritual.

## Samplings
Certains rappeurs comme Tupac Shakur (pour le titre Starin' Through My Rearview), DMX (In the Air) ou encore Nas (One Mic) utilisent un sample de In the Air Tonight.
La chanson est échantillonnée par de nombreux artistes, notamment Shaquille O'Neal dans sa chanson Edge of Night, Nas dans sa chanson One Mic, et Tupac Shakur sur ses titres Starin 'Through My Rear View et Letter to Thee President. Parmi les autres chansons qui incluent des extraits de In the Air Tonight, on peut citer I Can Feel It de DMX, Silent Warrior de Krayzie Bone, Rest in Peace (In the Air) de Joe Budden, Can You Feel It, New York City de Young Buck, Innocent Child de Big Audio Dynamite, In the Air Tonite de Lil 'Kim, Love Into the Light de Kesha, In The Air de Av LMKR et la chanson d'introduction de Meek Mill intitulée Intro sur son album Championships.
La chanson est utilisée en 2009 par le rappeur canadien Roi Heenok dans sa chanson La Mama Coca.
Selon le compositeur de musique de jeux vidéo David Wise, il échantillonne la piste de percussion de la chanson de Phil pour Bayou Boogie, un titre du jeu SNES de 1995, Donkey Kong Country: Diddy's Kong Quest.
Il est également échantillonné par MiC LOWRY pour leur single Oh Lord, ainsi que The Overall Ole dans sa chanson Gig Paty Gig!.
Lorde utilise aussi la piste de percussion pour le début de sa chanson Loveless sur son album Melodrama de 2017

## Utilisation de la chanson dans d'autres médias
In the Air Tonight a été utilisé dans des séries télévisées, films et jeux vidéo notamment dans :
- 1983 : Risky Business de Paul Brickman ;
- 1984 : Deux Flics à Miami de Anthony Merkovich. (série). La chanson est présente dans une longue scène de l'épisode pilote ;
- 1999 : Roswell, de Jason Katims. saison 1, interprétée par Majandra Delfino ;
- 2001 : Une hirondelle a fait le printemps : de Christian Carion. Sandrine la paysanne et son ex se retrouvent : ils dansent un slow ;
- 2006 : Miami Vice : Deux Flics à Miami de Michael Mann (version par Nonpoint dans le générique de fin) ;
- 2006 : Grand Theft Auto: Vice City Stories : Dans les radios du jeu ainsi qu'en concert, et dans une mission. Phil Collins a été recréé, et le concert diffuse sa musique entièrement. Ce concert est disponible au stade, dans Vice City Nord. Pour y assister, il faut avoir fini la mission « In the air tonight » ;
- 2007 : Skins : de Jamie Brittain et Bryan Elsley saison 3 épisode 9 ;
- 2009 : Ashes to Ashes de Matthew Graham, saison 2 épisode 2 ;
- 2009 : Very Bad Trip : de Todd Phillips. Quand Mike Tyson frappe Alan, après que celui-ci et ses amis lui ont dérobé son tigre ;
- 2013 : The Americans : de Joe Weisberg, saison 1 épisode 1 ;
- 2013 : Dead Space 3: (jeu vidéo, 2013) remixée dans la première bande annonce diffusée lors de la mi-temps du SuperBowl ;
- 2013 : NBA 2K14, sélectionnée par LeBron James en personne ;
- 2016 : Les Griffin : de Seth MacFarlane. Joe Swanson parle de la légende urbaine de cette musique dans l'épisode 18 de la saison 15 ;
- 2017 : Lucifer :  de Tom Kapinos. saison 3, épisode 20. Plusieurs interprétations de cette chanson par divers artistes (notamment The Protomen, Jon Howard, Natalie Taylor), mais également l'interprétation originale par Phil Collins, peuvent être entendues lors de cet épisode ;
- 2018 : 9-1-1: de Ryan Murphy et Brad Falchuk. saison 3, épisode 1. Lors de la première interventions de l'épisode, la 118 stoppe une voiture utilisé seulement pour écouter du Phil Collins, la musique et jouée durant la plus grande partie de la scène.
- 2021 : Cobra Kai : de Jon Hurwitz, Hayden Schlossberg et Josh Heald. La chanson est présente à la fin du dernier épisode de la saison 3, dans une version reprise par The Protoman ;
- 2021 : Dynastie : de Josh Schwartz et Stephanie Savage. Le début de la chanson est présent à la fin l’épisode 9 de la saison 4 (dans la version moderne) lorsque Liam embrasse Fallon avant de partir à la recherche de la vérité concernant la mort de son père ;
- 2022 : Tulsa King : de Taylor Sheridan, Saison 1 épisode 9 ;
- L'équipe de Penn State l'utilise lors des rencontres à domicile ;
- 2023 : Outlander, lorsque Roger embrasse Brianna et lui montre qu'il peut être possessif.

## Classements et certifications
| Classement (1981-1982)                  | Meilleure position |
| --------------------------------------- | ------------------ |
| Australie (Kent Music Report)           | 3                  |
| Pays-Bas (Nederlandse Top 40)           | 1                  |
| France (SNEP)                           | 11                 |
| Allemagne (Media Control AG)            | 1                  |
| Nouvelle-Zélande (RMNZ)                 | 6                  |
| Royaume-Uni (UK Singles Chart)          | 2                  |
| États-Unis (Billboard Hot 100)          | 19                 |
| États-Unis (Hot Mainstream Rock Tracks) | 2                  |
| Suisse (Schweizer Hitparade)            | 1                  |
| Autriche (Ö3 Austria Top 40)            | 1                  |
| Pays-Bas (Single Top 100)               | 2                  |
| Belgique (Flandre Ultratop 50 Singles)  | 3                  |
| Afrique du Sud (Springbok Radio)        | 2                  |
| Suède (Sverigetopplistan)               | 1                  |
| Norvège (VG-lista)                      | 4                  |
| Pologne (LP3)                           | 12                 |
| Irlande (IRMA)                          | 2                  |
| Italie (FIMI)                           | 3                  |
| Nouvelle-Zélande (Recorded Music NZ)    | 6                  |
| Espagne (AFYVE)                         | 7                  |
| Zimbabwe (ZIMA)                         | 4                  |

| Classement (1988-1989)         | Meilleure position |
| ------------------------------ | ------------------ |
| Pays-Bas (Nederlandse Top 40)  | 23                 |
| Pays-Bas (Single Top 100)      | 17                 |
| Allemagne (Media Control AG)   | 3                  |
| Royaume-Uni (UK Singles Chart) | 4                  |
| France (SNEP)                  | 20                 |

| Classement (2007)              | Meilleure position |
| ------------------------------ | ------------------ |
| Royaume-Uni (UK Singles Chart) | 14                 |

| Classement (2008)       | Meilleure position |
| ----------------------- | ------------------ |
| Nouvelle-Zélande (RMNZ) | 1                  |

| Classement (1981)             | Meilleure position |
| ----------------------------- | ------------------ |
| France (SNEP)                 | 46                 |
| Australie (Kent Music Report) | 23                 |
| Italie (FIMI)                 | 23                 |
| Autriche (Ö3 Austria Top 40)  | 7                  |
| Pays-Bas (Single Top 100)     | 8                  |

| Pays                                         | Certification | Date              | Ventes    |
| -------------------------------------------- | ------------- | ----------------- | --------- |
| Royaume-Uni (BPI)                            | Platine       | 16 mars 2018      | 1 000 000 |
| Allemagne (BVMI)                             | Or            | 1996              | 250 000   |
| États-Unis (RIAA) (ventes physiques)         | Or            | 15 octobre 1991   | 1 000 000 |
| États-Unis (RIAA) (téléchargement numérique) | Or            | 17 septembre 2008 | 500 000   |